# Cattedrale principale delle Forze Armate russe
La Cattedrale principale delle Forze Armate russe (Cattedrale della Resurrezione di Cristo) è una cattedrale patriarcale ortodossa russa dedicata alla Risurrezione di Cristo e al 75º anniversario della vittoria dell'Unione Sovietica sulla Germania nazista nella Grande Guerra Patriottica (durante la Seconda guerra mondiale), e alle "imprese militari del popolo russo in tutte le guerre", costruito nel Parco dei Patrioti nel distretto di Odincovskij, nell'oblast' di Mosca.

## Caratteristiche

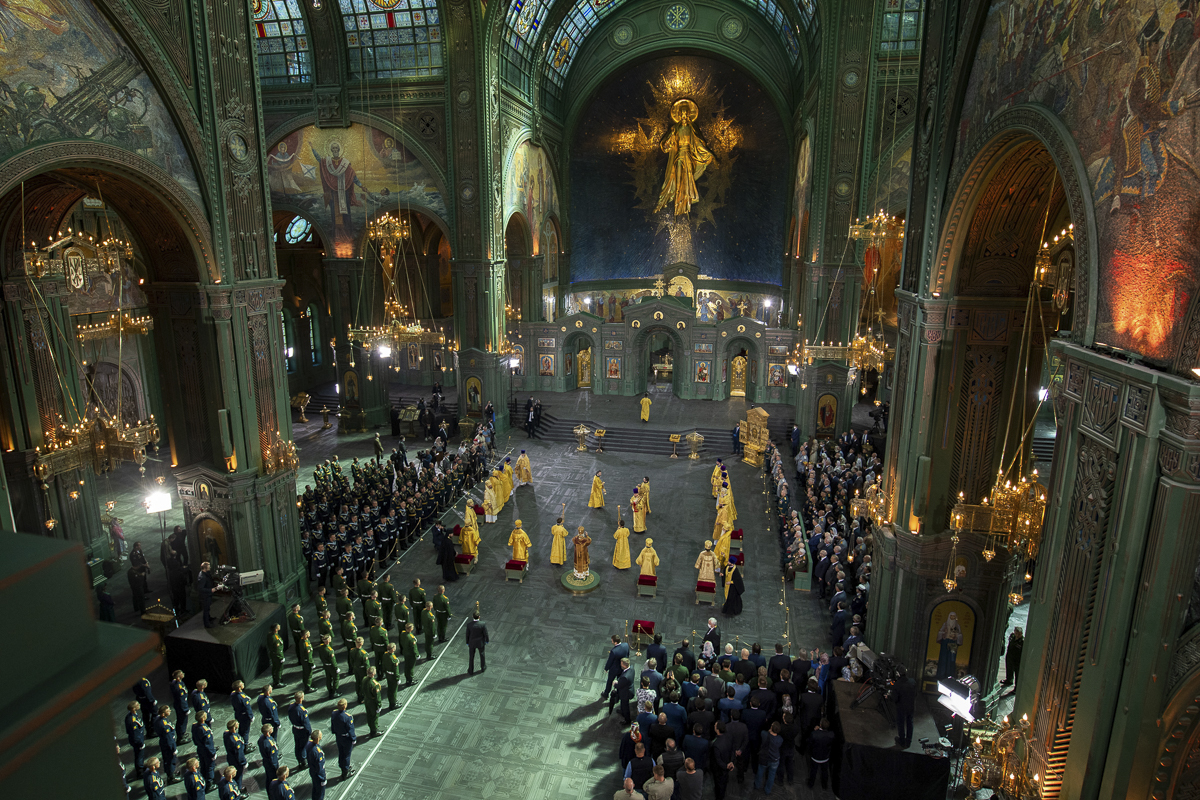
Una cerimonia nel tempio principale

Secondo il sito ufficiale, "la chiesa è stata progettata in uno stile russo monumentale, incorporando organicamente approcci architettonici moderni e innovazioni uniche nella creazione di chiese ortodosse". Le facciate dell'edificio sono rifinite in metallo, gli archi sono vetrati.
Le pareti della chiesa, decorate con murales, includono scene di battaglia della storia militare russa e testi biblici. La decorazione della chiesa inferiore (piccola) è realizzata in ceramica ed è decorata con pittura Gžel', con pezzi di smalto di vetro utilizzati nella fabbricazione dei pannelli a mosaico. L'abside centrale, dedicata alla Resurrezione di Cristo, è a rilievo metallico.

Le decorazioni della chiesa, l'icona, l'iconostasi (parete delle icone) e le icone militari in marcia sono realizzate in rame con smalti. L'immagine del Salvatore Acheropita nella cupola centrale della chiesa è la più grande immagine del volto di Cristo realizzata in mosaico.

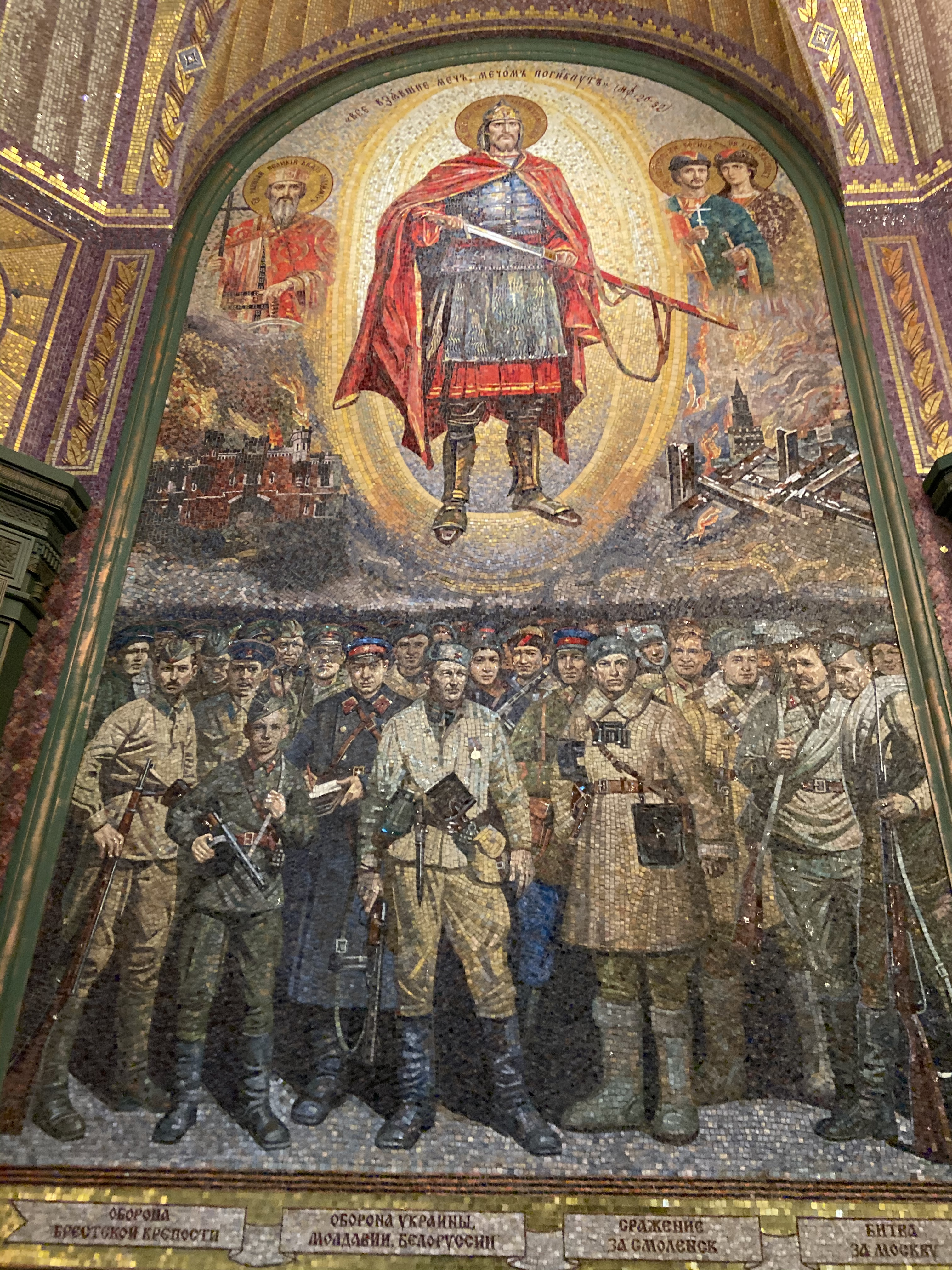
Un mosaico nella Cattedrale principale delle Forze Armate russe commemora le Forze Armate sovietiche e alcune delle più importanti battaglie della Seconda guerra mondiale.

### Mosaici di vetro
I mosaici in vetro colorato nella volta della cattedrale presentano vari ordini dell'Armata Rossa, accompagnati dai rispettivi nastri che ne indicano la classe di appartenenza. Molti di questi ordini mostrano i volti di importanti leader militari dell'esercito imperiale russo, che hanno dato un contributo significativo alla storia della Russia.
Durante la Grande Guerra Patriottica, l'Unione Sovietica riabilitò i più venerati santi cristiani ortodossi che avevano servito negli eserciti storici della Russia. Il 5 settembre 1943, al Cremlino di Mosca, si svolse uno storico incontro tra il metropolita Alessio e il leader sovietico Iosif Stalin. Dopo l'incontro, il Partito Comunista dell'Unione Sovietica permise alla Chiesa ortodossa di funzionare e operare legalmente dopo quasi due decenni di oppressione. Le chiese che non erano state distrutte dal governo comunista vennero riaperte in tutta l'Unione Sovietica.
Nei mosaici sono raffigurati i seguenti ordini: Ordine di Aleksandr Nevskij (prima classe), Ordine di Bogdan Chmel'nyc'kyj (prima classe), Ordine di Ušakov (Unione Sovietica) (prima classe), Ordine di Nachimov (prima classe), Ordine di Suvorov (prima classe), Ordine di Kutuzov (prima classe), Ordine della Vittoria, Ordine della Bandiera rossa, Ordine della Stella rossa e Ordine della Guerra patriottica (prima classe).

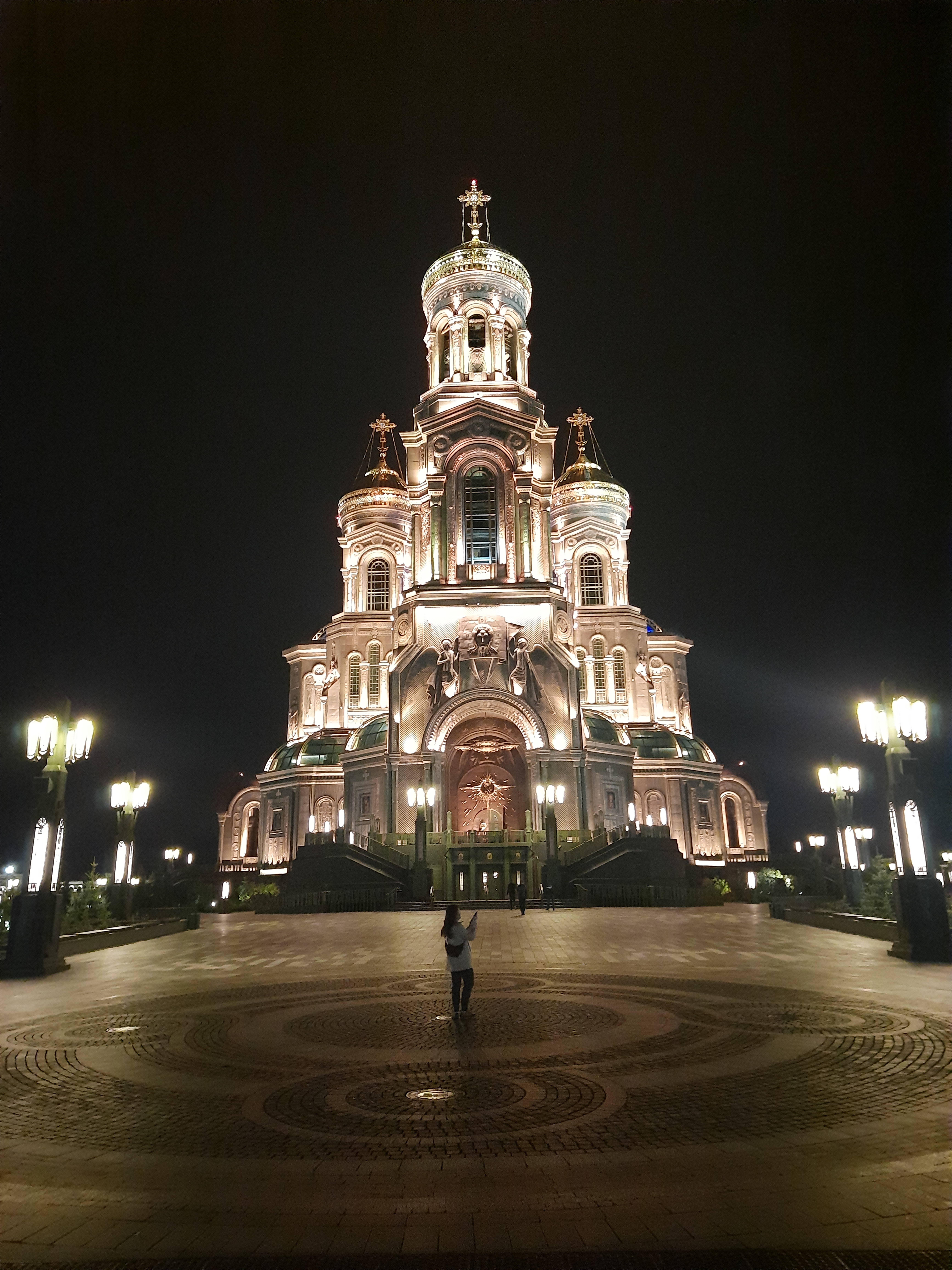
Complesso di musei e templi illuminati di notte

### Dimensioni
Alcune dimensioni sono simboliche. L'altezza della chiesa con la croce è di 95 metri. Il diametro del tamburo della cupola principale è di 19,45 metri, a simboleggiare l'anno in cui è terminata la Grande Guerra Patriottica - il 1945. L'altezza del campanile è di 75 metri, un riferimento ai 75 anni trascorsi nel 2020 dalla fine della Seconda Guerra Mondiale. L'altezza della cupola piccola è di 14,18 metri: il conflitto aperto tra la Germania nazista e l'URSS durò 1.418 giorni e notti. La superficie del complesso ecclesiastico è di 11 000 m². La capacità dell'interno della chiesa è di 6 000 persone.

### Campane
Le campane sono state realizzate presso la fonderia di Voronež. La decorazione delle campane riprende gli ornamenti che decorano la cattedrale. Le campane riflettono il tema della Vittoria nella Grande Guerra Patriottica, icone dei patroni dell'esercito russo. La campana-evangelista principale è stata decorata con bassorilievi raffiguranti eventi chiave della Grande Guerra Patriottica. I lavori per la fabbricazione delle campane sono durati sei mesi. L'insieme pesa più di 20 tonnellate e comprende diciotto campane, la più grande delle quali pesa 10 tonnellate. Diciassette delle diciotto campane sono dedicate ai tipi e alle armi delle truppe. Su un lato della campana è applicato un emblema militare, sull'altro l'immagine del santo patrono. Nell'agosto 2019, le campane sono state installate nel campanile della cattedrale.

### Cupola
Nel novembre 2019 è stata eretta sulla cattedrale una cupola centrale di 80 tonnellate, con un'altezza e un diametro di 12 metri. La cattedrale ha sei cupole, quattro delle quali sono identiche e pesano 34 tonnellate ciascuna. Quella centrale è la più grande e una si trova sul campanile. Il progetto prevede una struttura in acciaio ad alta lega con un fattore di resistenza compreso tra 300 e 1.500 anni.

### Piano
I pavimenti della cattedrale sono in metallo. Il metallo proviene dalla fusione di trofei nazisti, come armi e carri armati sequestrati alle forze della Wehrmacht. L'atto di camminare sui pavimenti della cattedrale vuole simboleggiare "il colpo inferto al nemico fascista".

### Icona principale

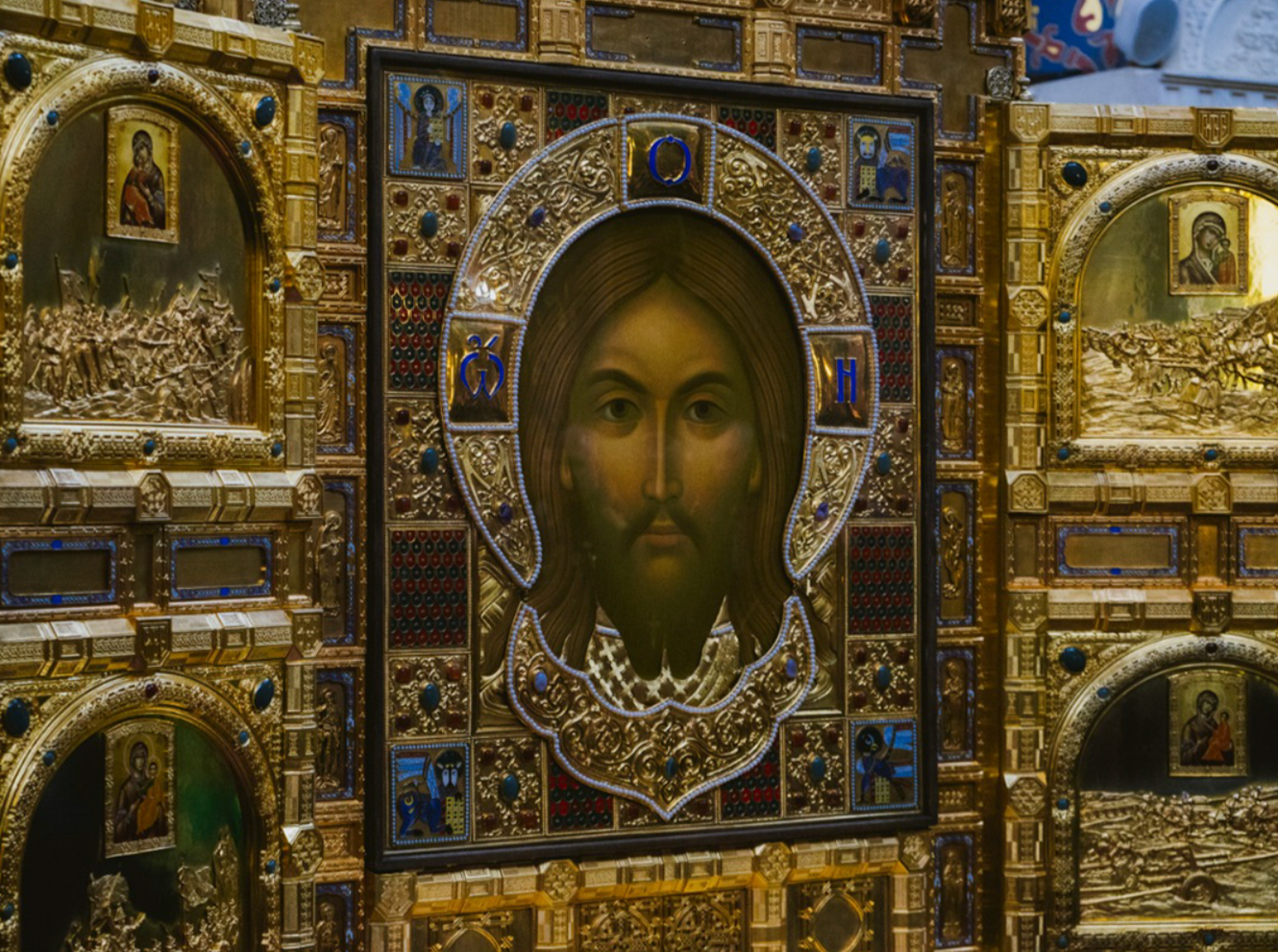
Icona del Salvatore Acheropita

L'icona centrale della Chiesa principale delle Forze Armate russe è il "Santo Salvatore" nella cupola principale. L'icona del Salvatore Acheropita è un'immagine canonica del Santo Volto di Gesù Cristo, miracolosamente impressa su un pezzo di materiale e trasmessa dal Salvatore stesso al re Abgar V di Osroene. L'immagine centrale è circondata da icone più piccole: la Madonna di Kazan', la Theotokos di Vladimir, la Madonna di Smolensk e la Madonna di Tichvin, collocate su rilievi artistici che raffigurano eventi significativi della storia dello Stato russo.
Nel reliquiario, che accompagna sempre l'icona, ci sono otto frammenti di altri santi importanti per la Russia e le sue forze armate: Giorgio il Vittorioso, Andrea Protocleto o il Primo Chiamato, Nicola il Taumaturgo, Sergio di Radonež, Barbara di Heliopolis, l'apostolo Pietro, Pantalejmon il Guaritore, e anche Fëdor Ušakov, il comandante della Flotta del Mar Nero venerato come santo.
L'immagine del Salvatore è collocata in un contenitore di bronzo e pesa circa 100 kg. L'icona stessa, senza involucro, ha dimensioni di circa 98 × 84 × 10 cm.

### Figure contemporanee
Radio Free Europe riporta che il museo situato accanto alla chiesa conterrebbe il cappello a cilindro e gli abiti personali di Adolf Hitler, descritti come trofei di guerra e reliquie dal viceministro della Difesa russo.
Nell'aprile 2020 sono trapelate delle foto che mostrano un mosaico parzialmente completato del presidente russo Vladimir Putin, del ministro della Difesa Sergej Šojgu e di altri alti funzionari russi, nonché di Iosif Stalin. La Chiesa ortodossa russa ha inizialmente spiegato la presenza di mosaici con Putin e Stalin con la tradizione di raffigurare eventi storici - in questo caso, l'annessione della Crimea alla Russia del 2014 e la vittoria sovietica nella Grande Guerra Patriottica nel 1945. In seguito è stato riferito che la cattedrale non avrebbe avuto alcun mosaico né di Putin né di Stalin. La Chiesa ortodossa russa ha spiegato che questa decisione è stata assunta dopo aver preso in considerazione l'opinione del Presidente stesso.

## Costruzione
L'architetto capo e autore del progetto è Dmitrij Smirnov. La cattedrale è stata costruita con donazioni e fondi di bilancio del governo della città di Mosca e dell'oblast' di Mosca. È stata consacrata nell'ambito delle celebrazioni per il 75º anniversario della vittoria sovietica sul Fronte orientale della Seconda guerra mondiale, nota come Grande Guerra Patriottica in Russia. In loco sarà allestita una mostra dedicata alla storia dello Stato russo e delle sue forze armate.
La costruzione della cattedrale è stata completata il 9 maggio 2020, in occasione dell'annuale Giorno della Vittoria sulla Germania nazista. È stata consacrata il 14 giugno. È stato inaugurata il 22 giugno 2020, nel Giorno del Ricordo e del Dolore, il giorno in cui la Germania nazista invase l'Unione Sovietica nel 1941, dal capo del nuovo Dipartimento di collegamento con le forze armate del Sinodo ortodosso russo, padre Oleg Ovčarov.

## Controversie
La chiesa e le immagini al suo interno sono state collegate al "Mondo russo", che alcune Chiese cristiane ortodosse al di fuori della Russia hanno definito un'eresia. Questa ideologia è stata descritta dal Financial Times come «la creazione da parte di Putin di un'ideologia che fonde il rispetto per il passato zarista e ortodosso della Russia con la riverenza per la sconfitta sovietica del fascismo nella Seconda guerra mondiale».

## Galleria d'immagini

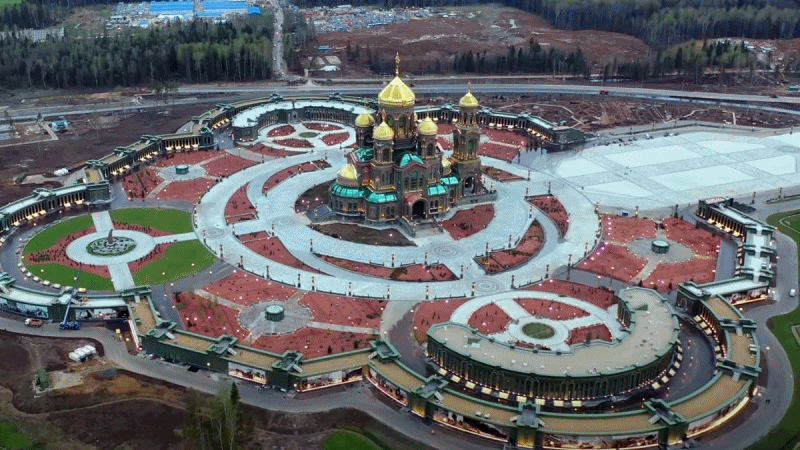
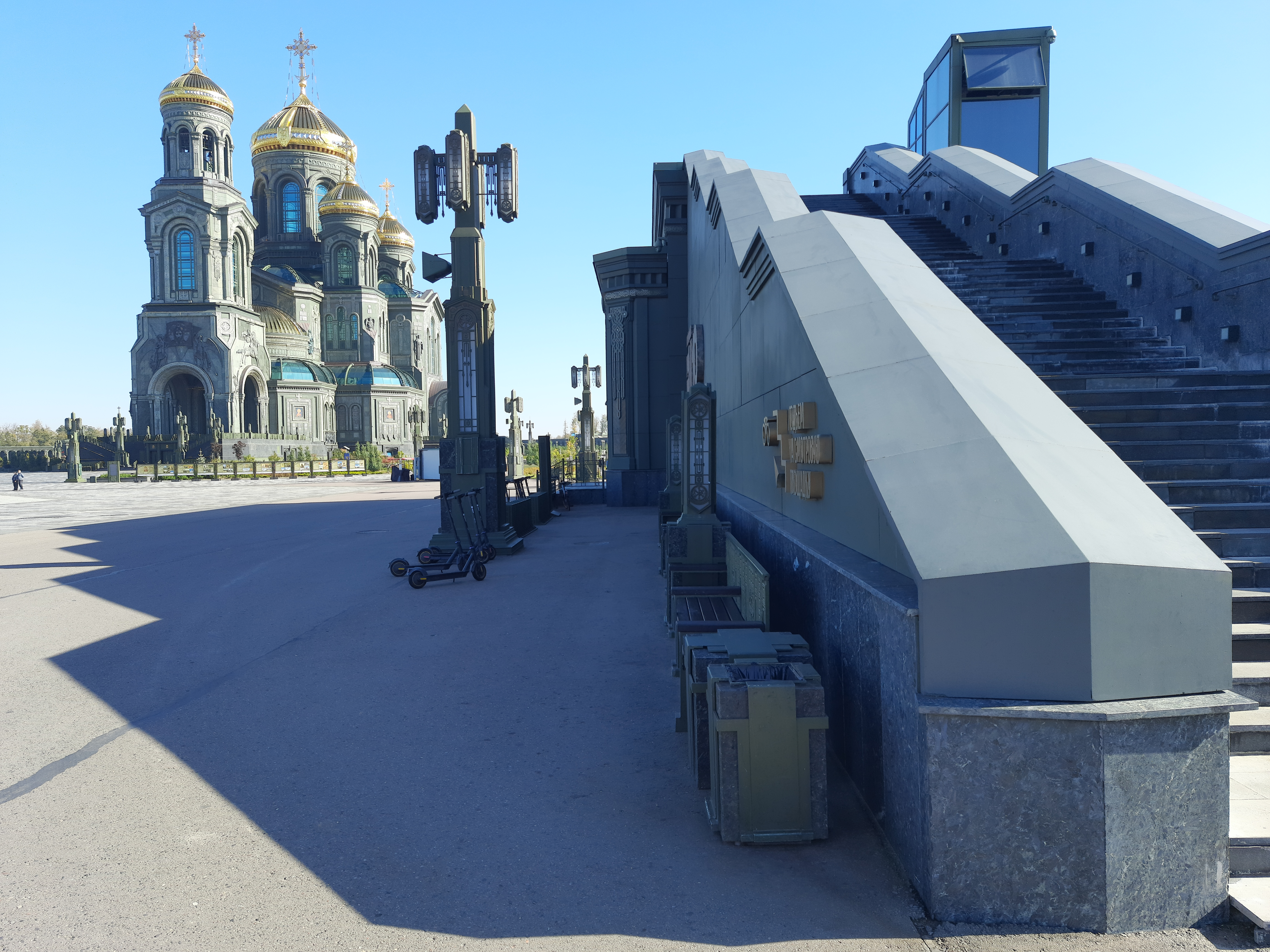
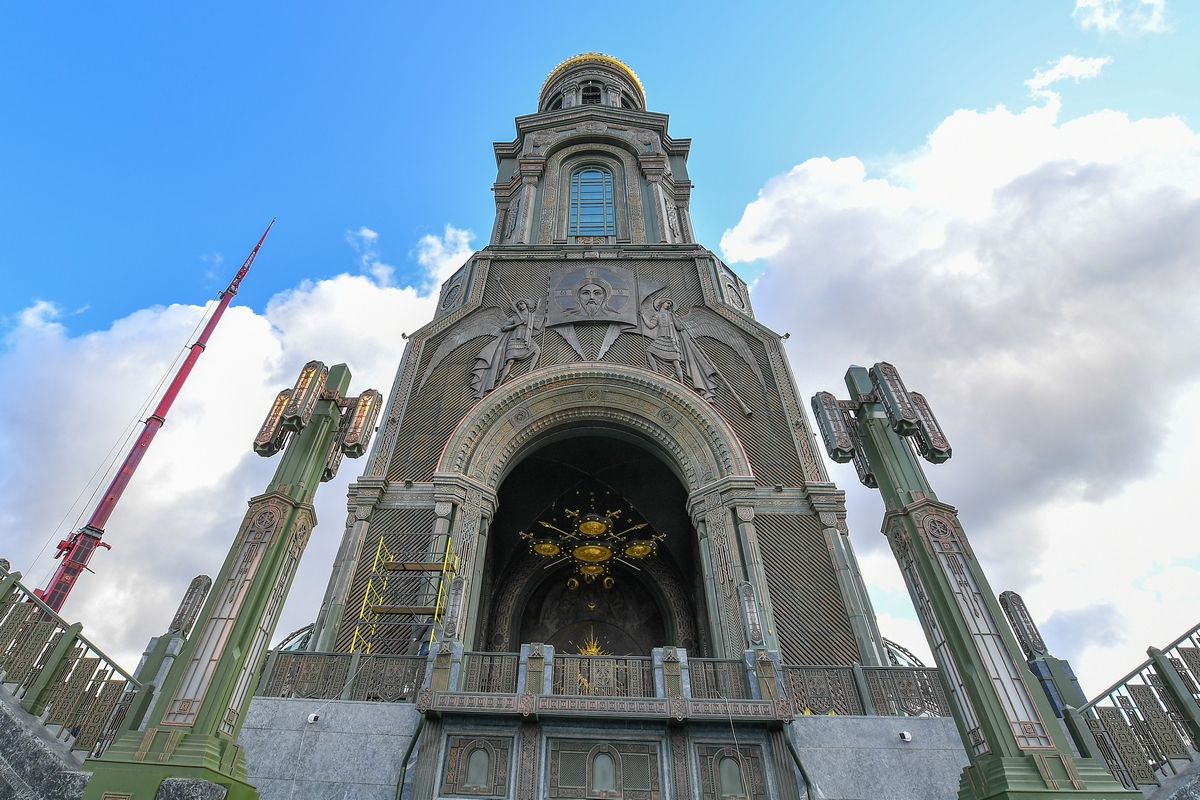
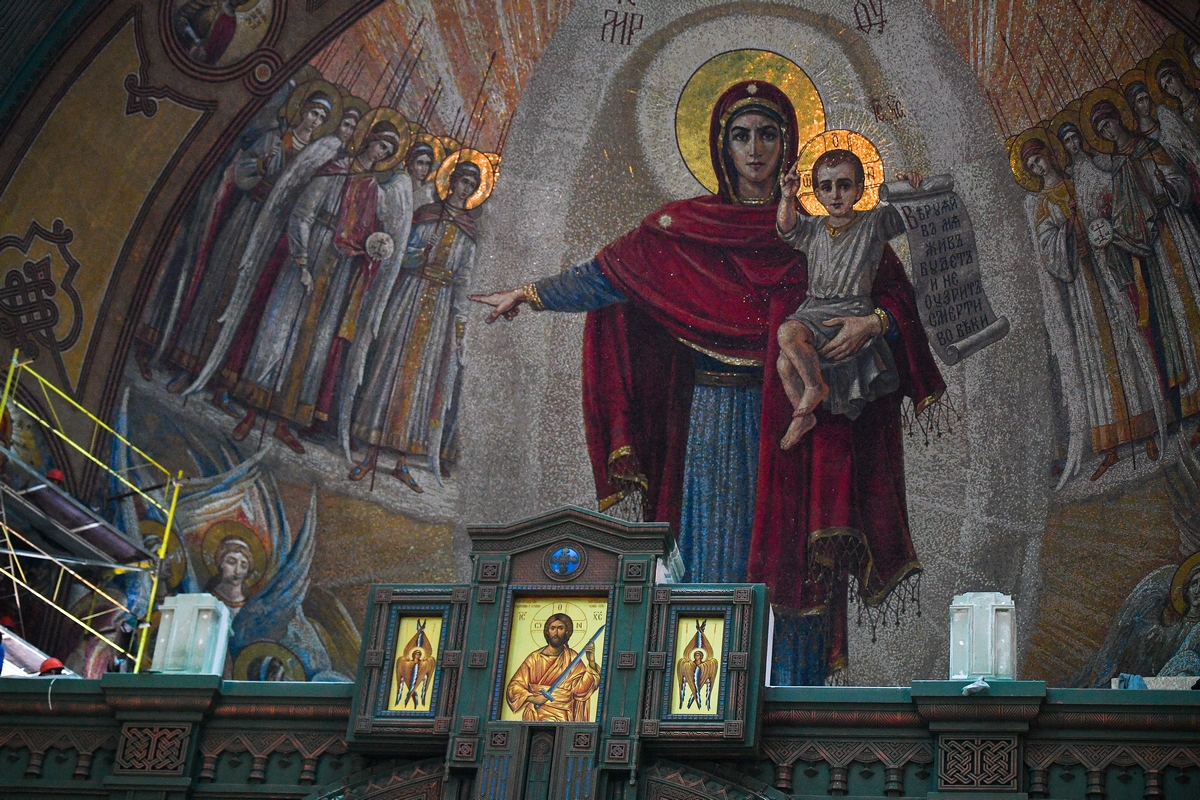
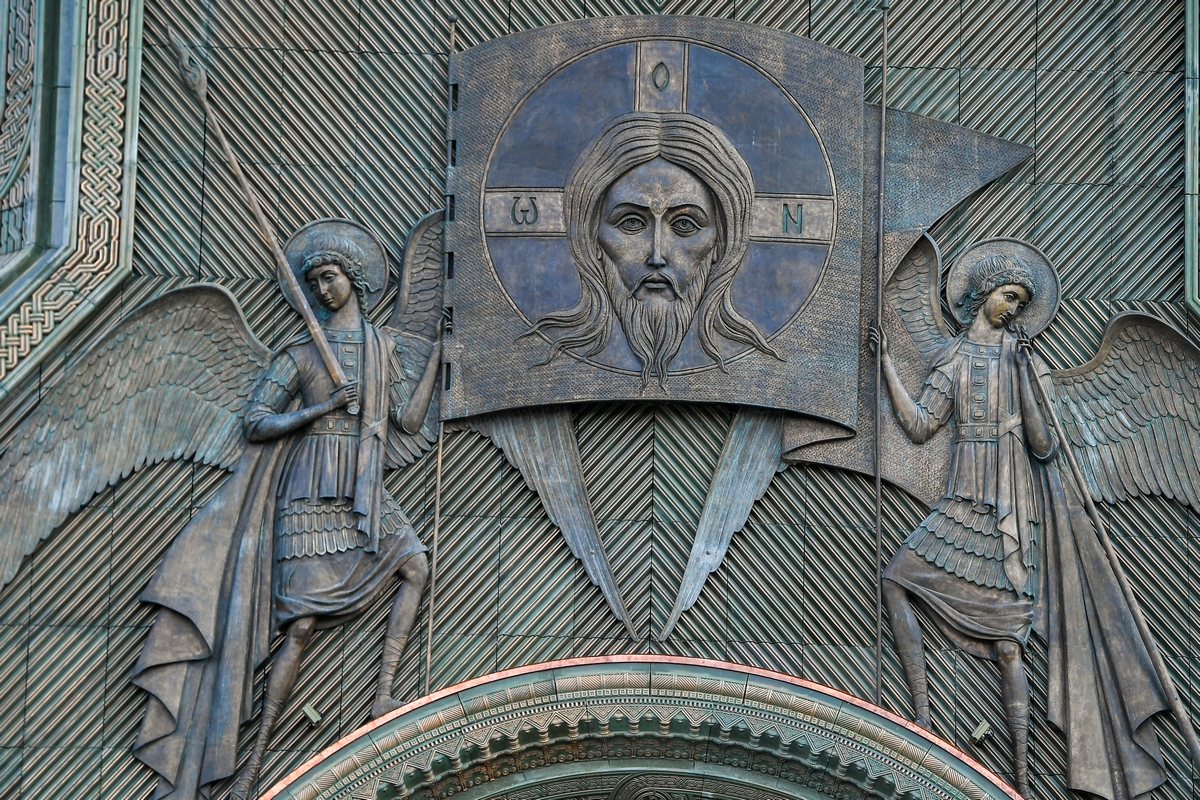
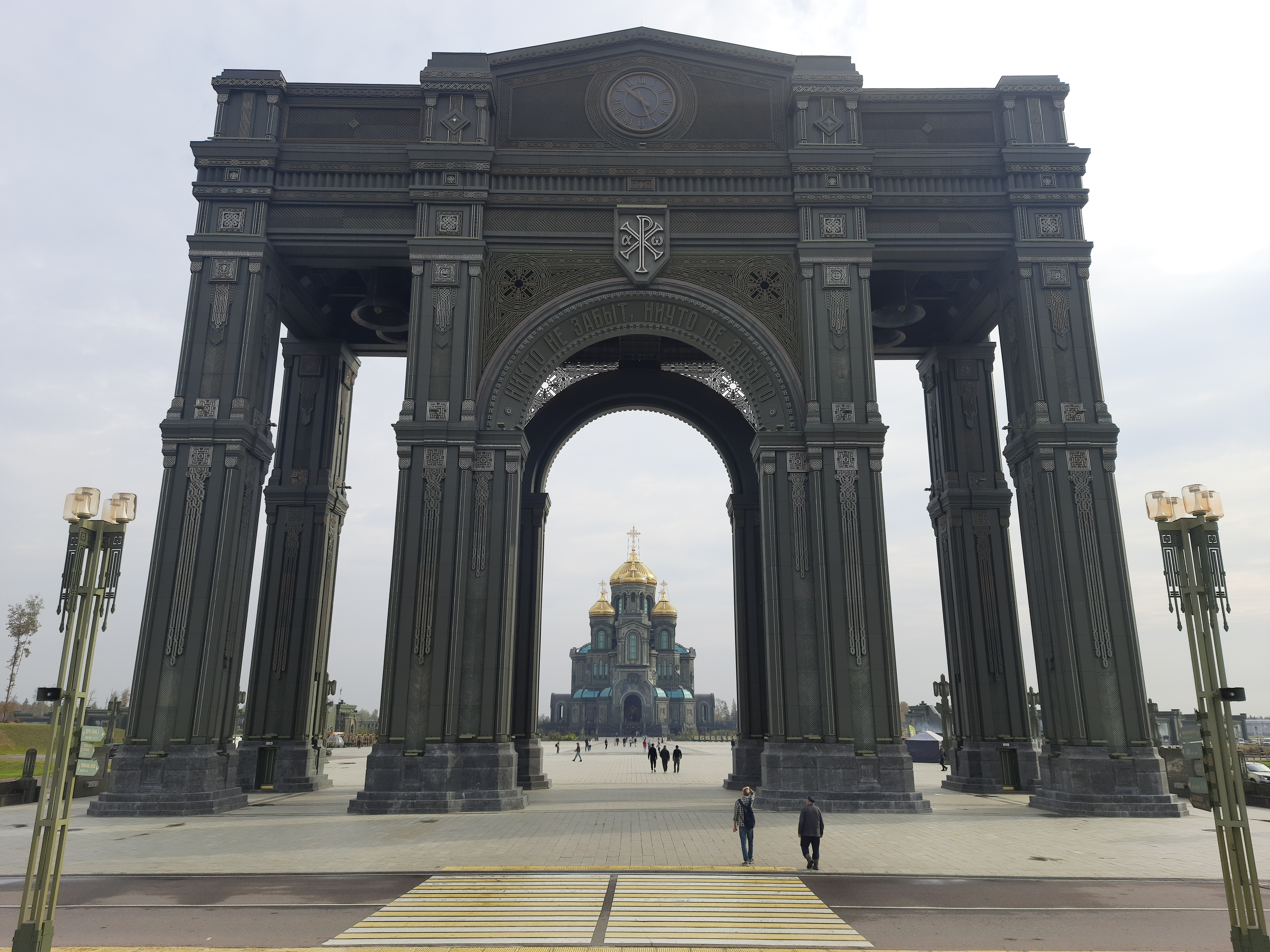
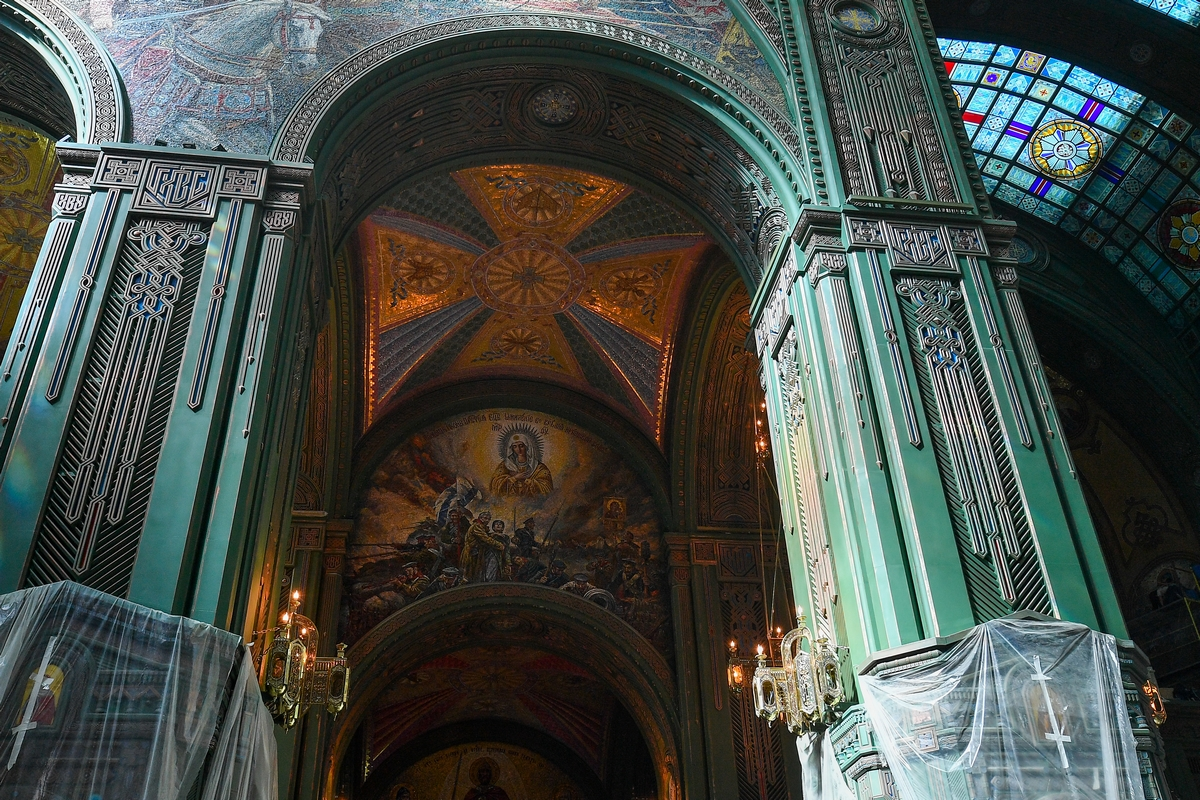
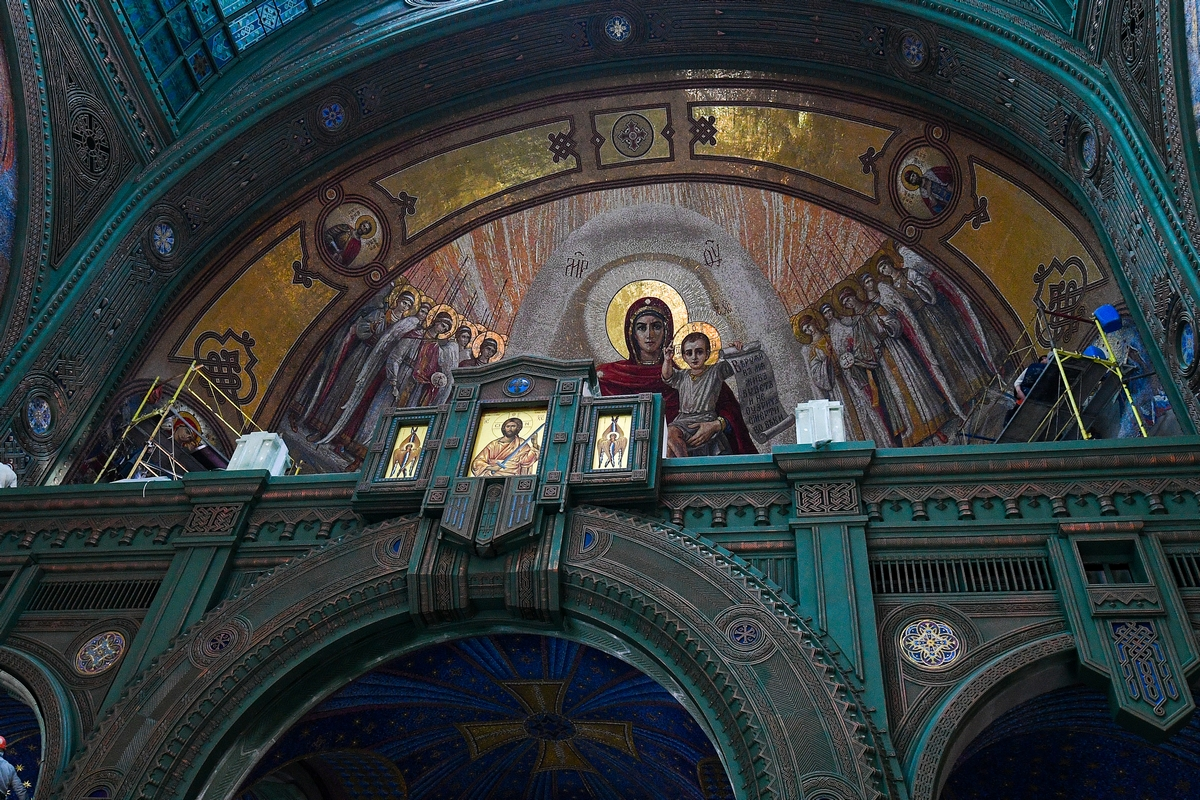
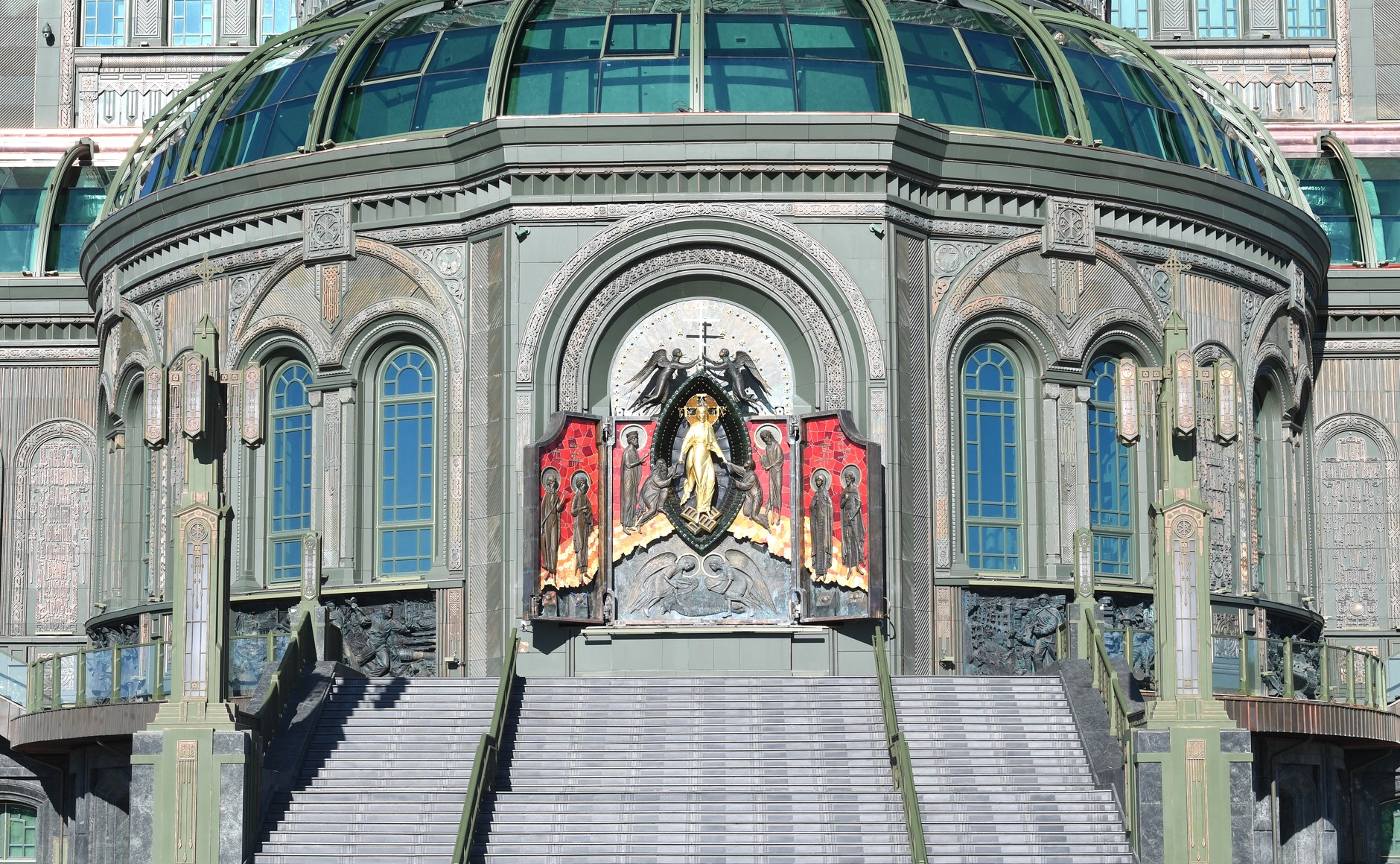
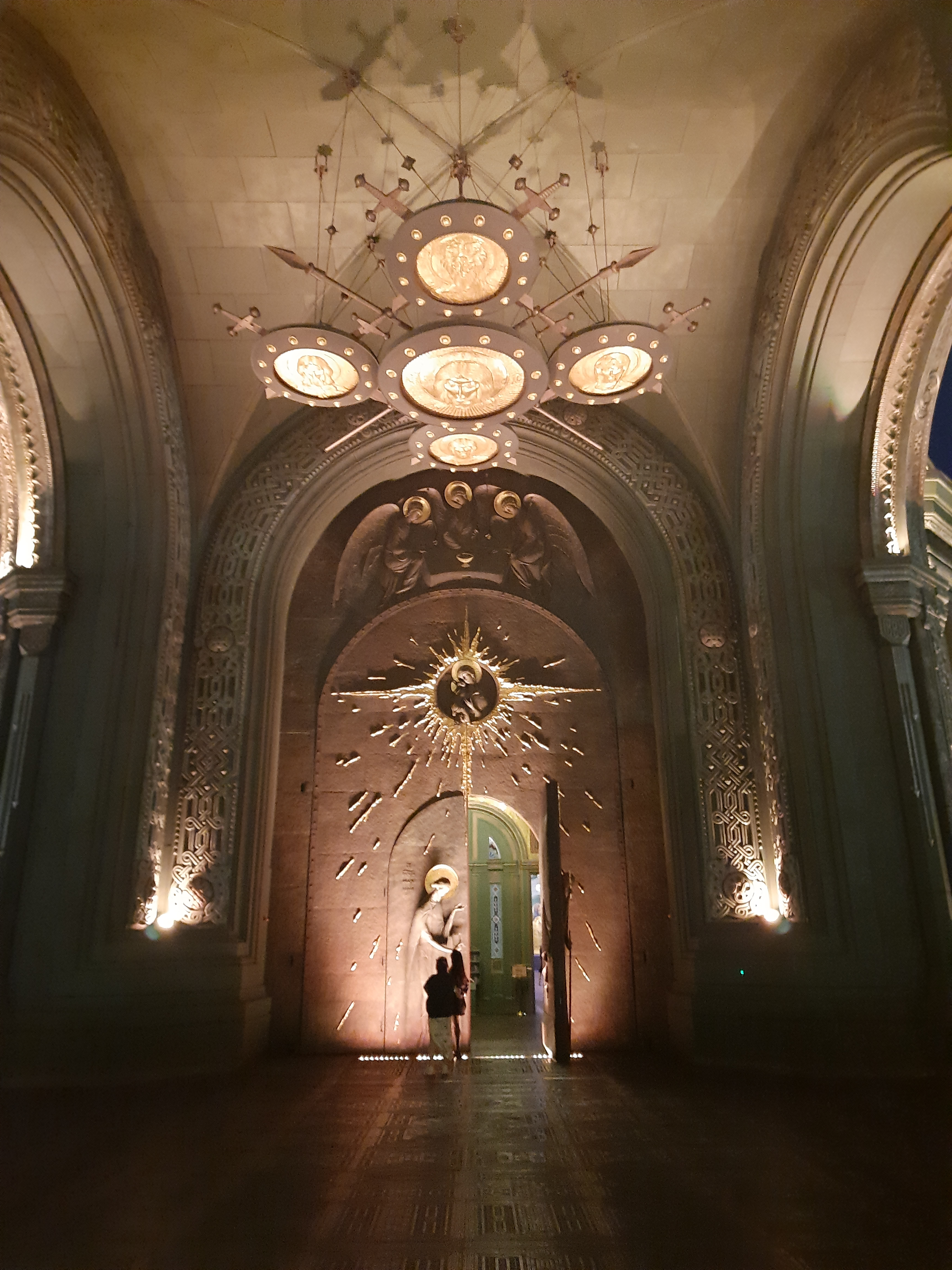
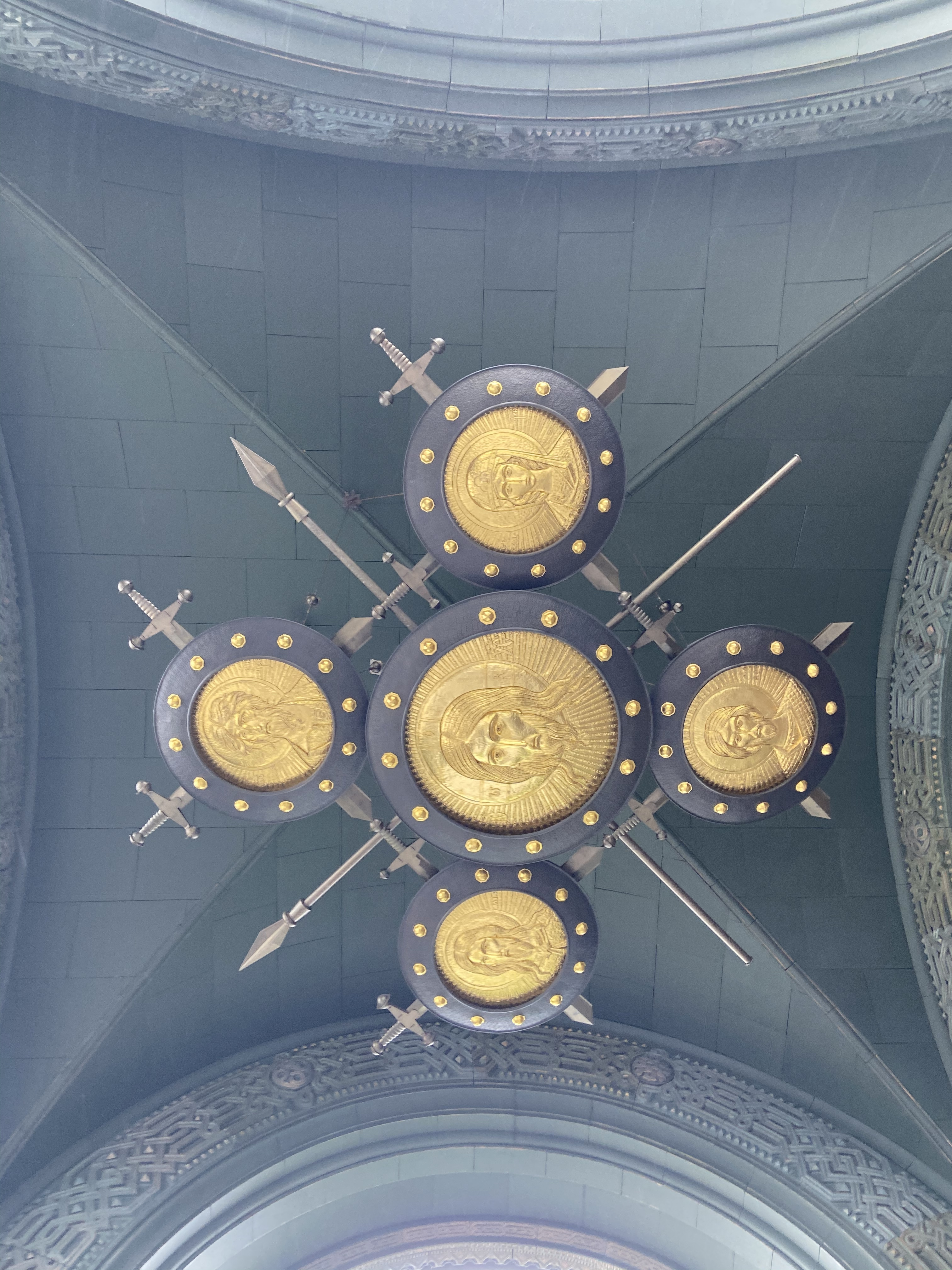
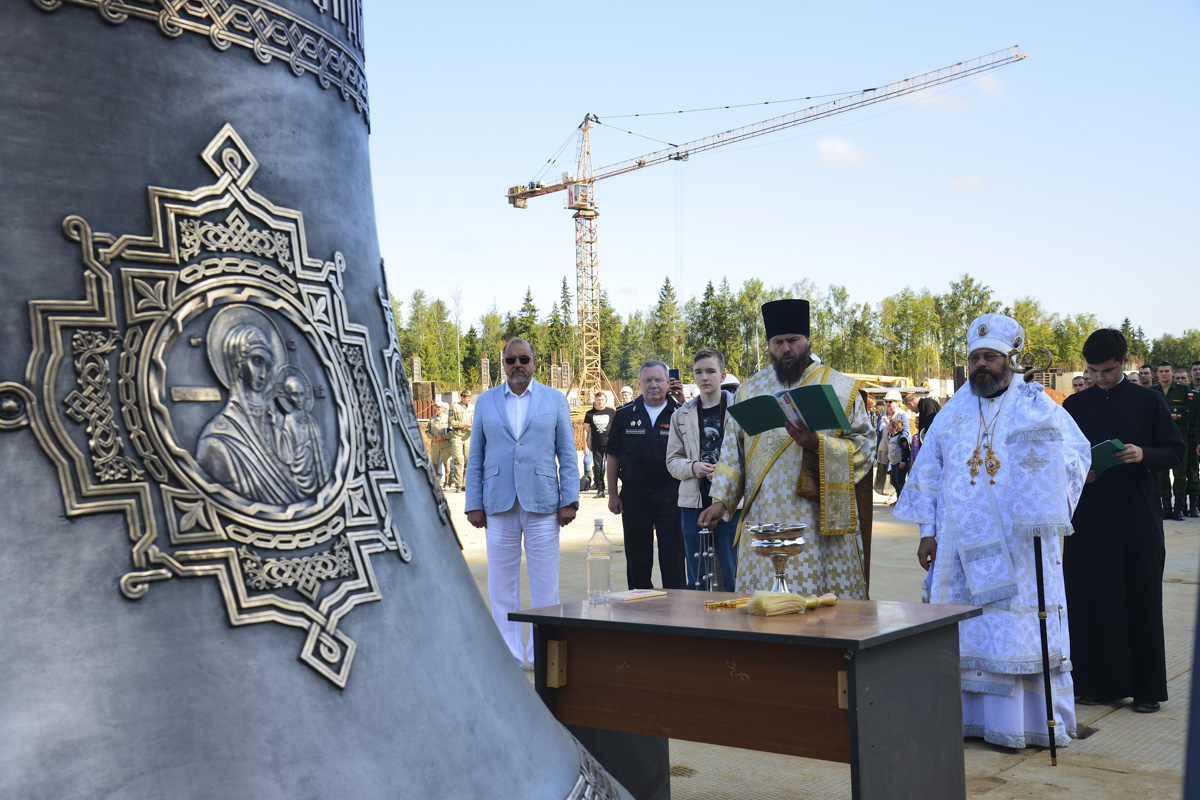
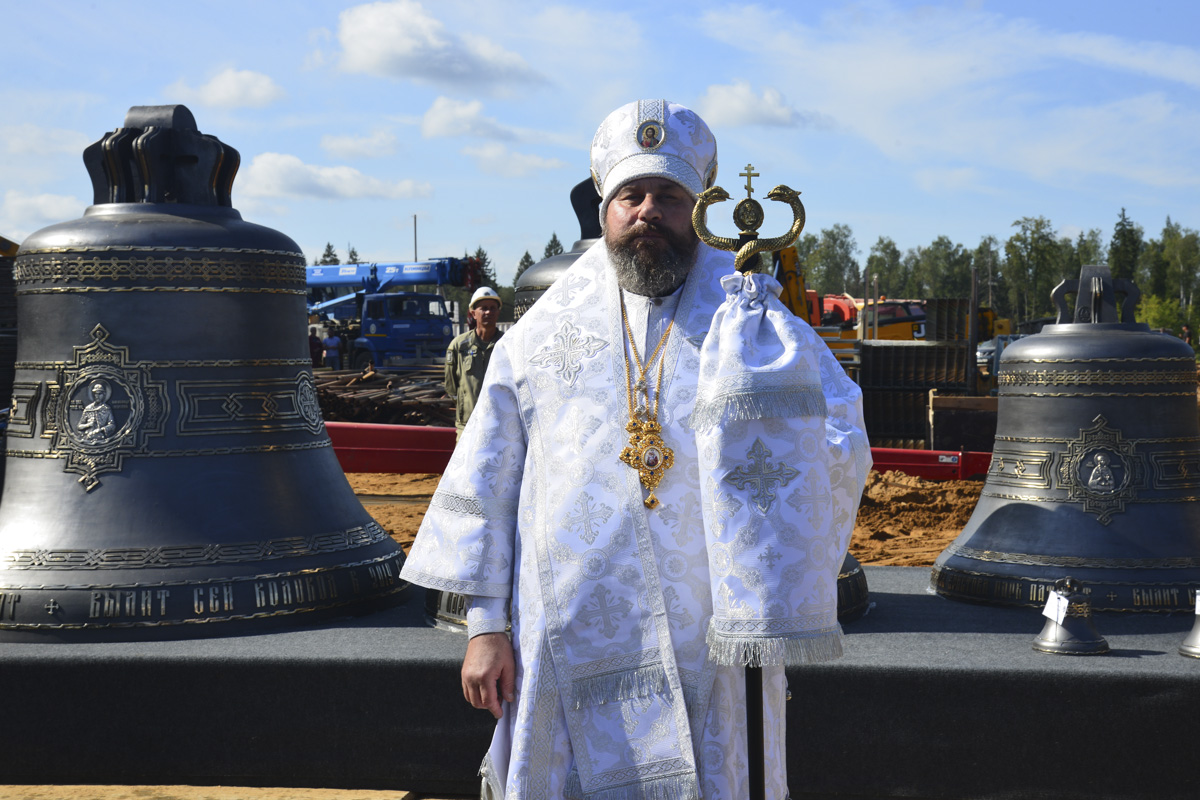
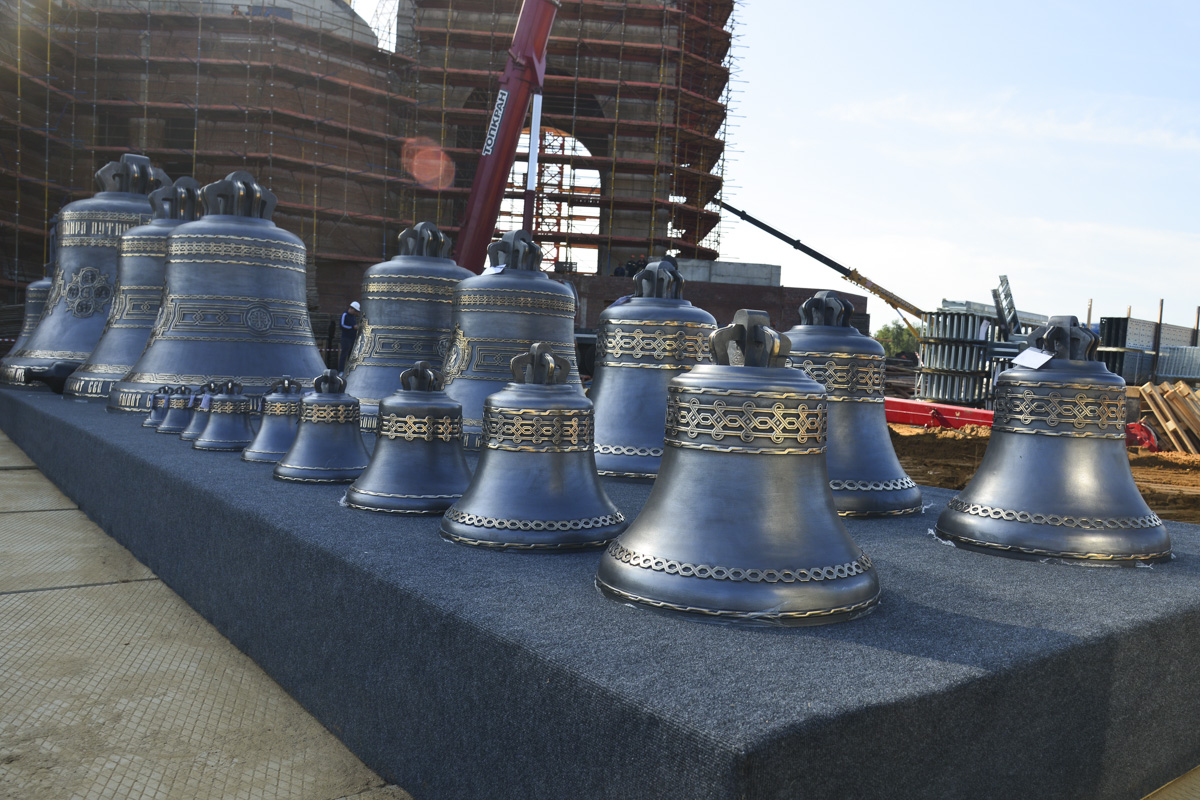
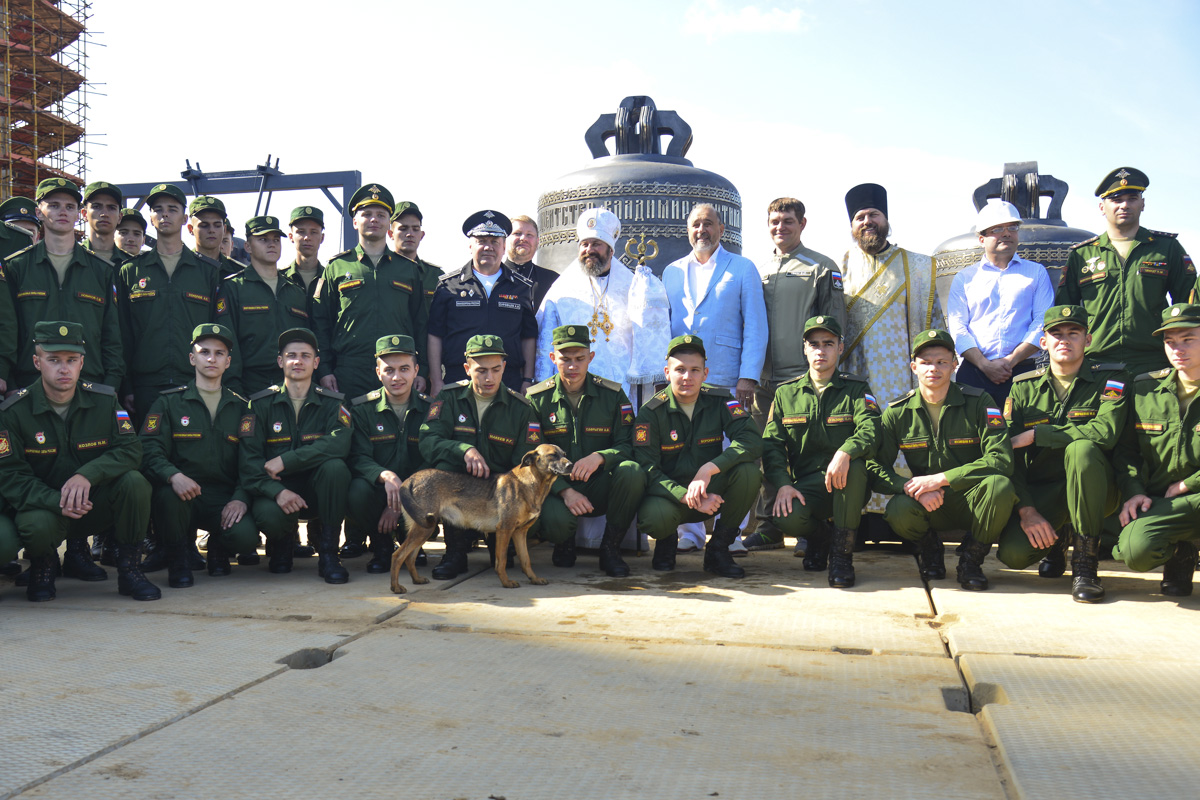
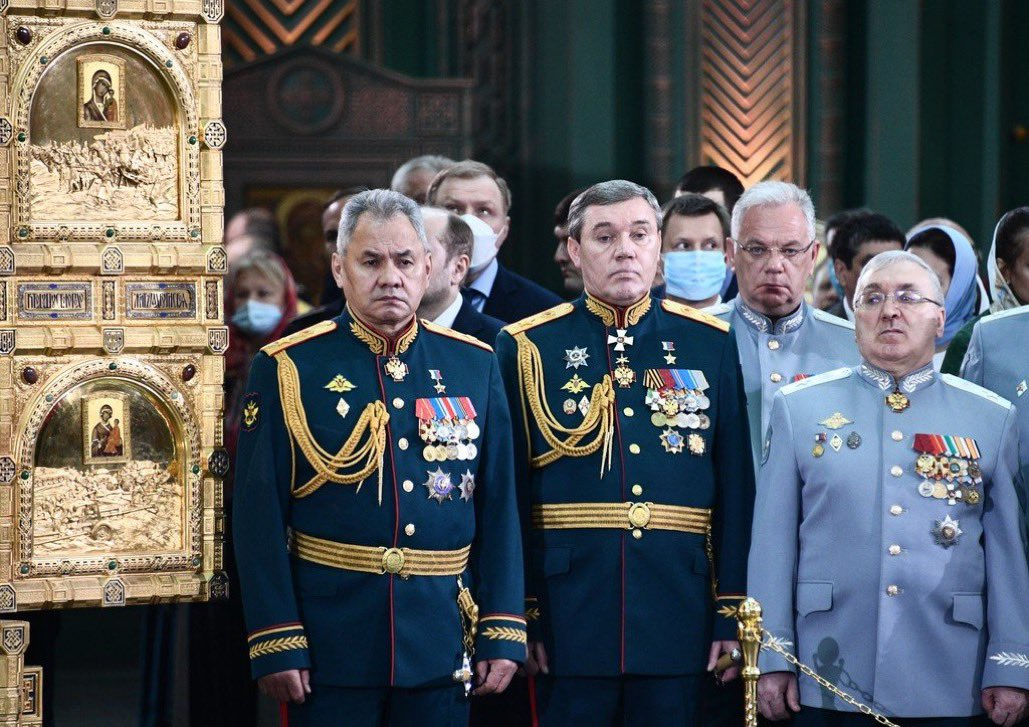
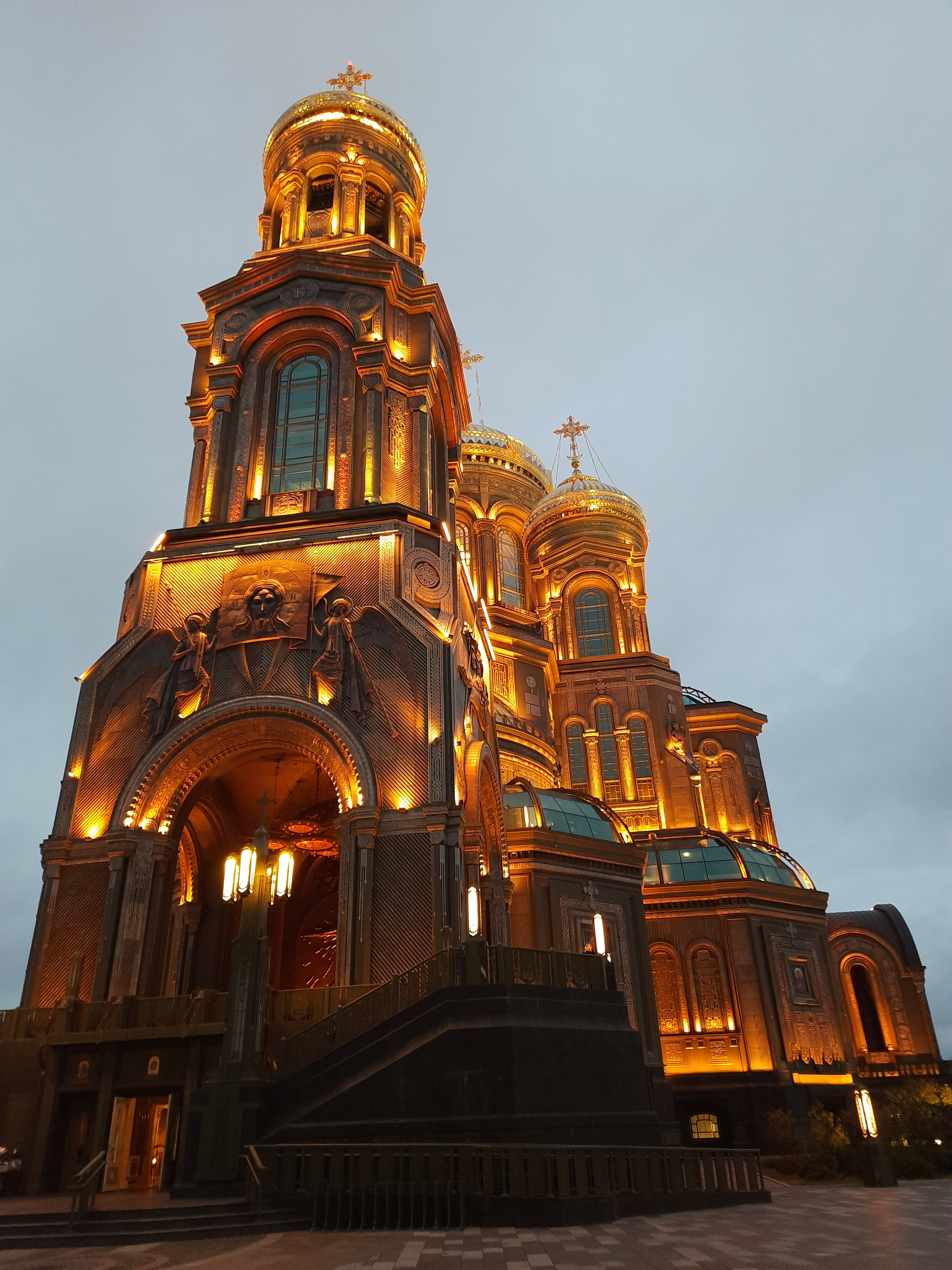
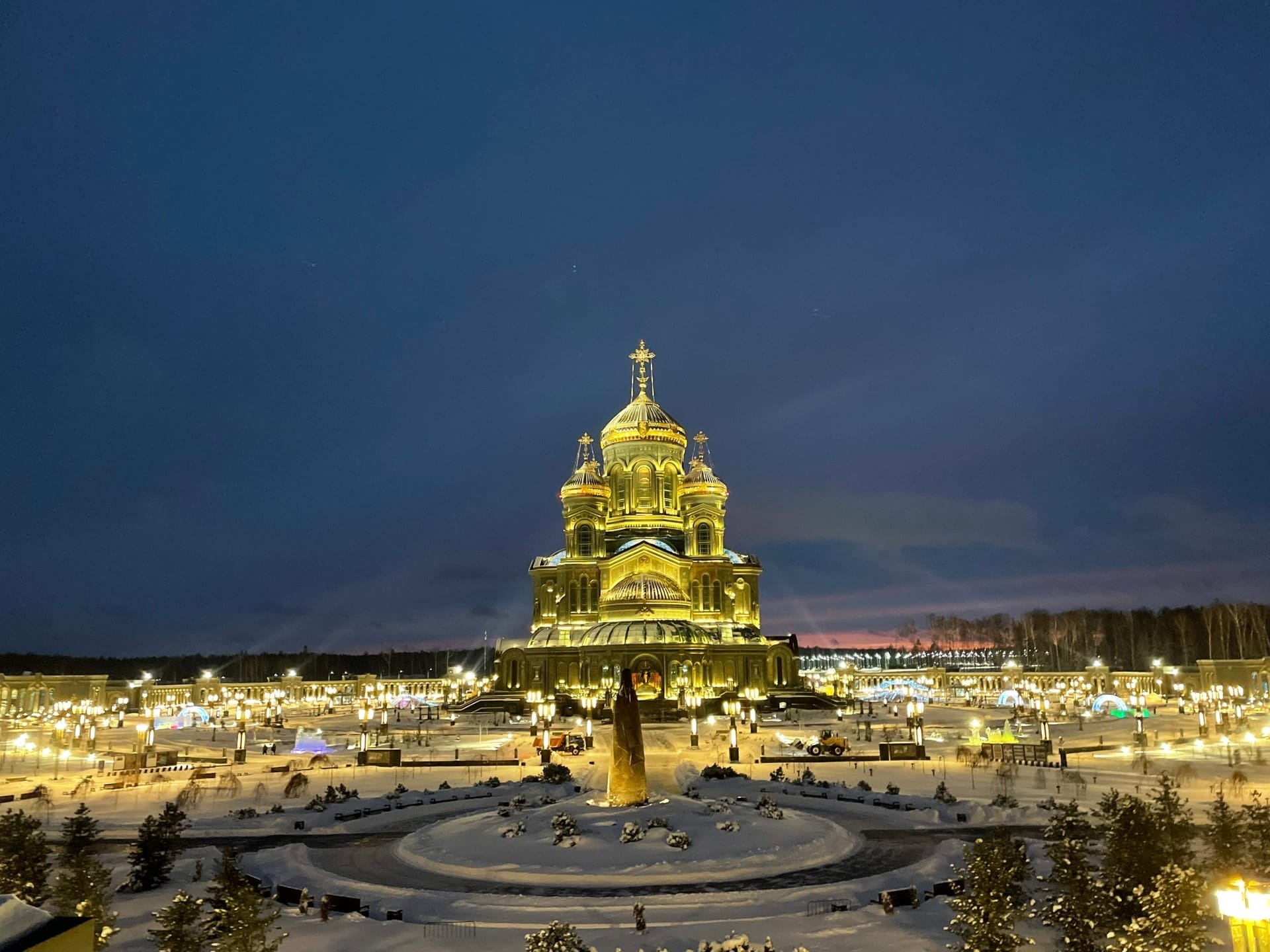
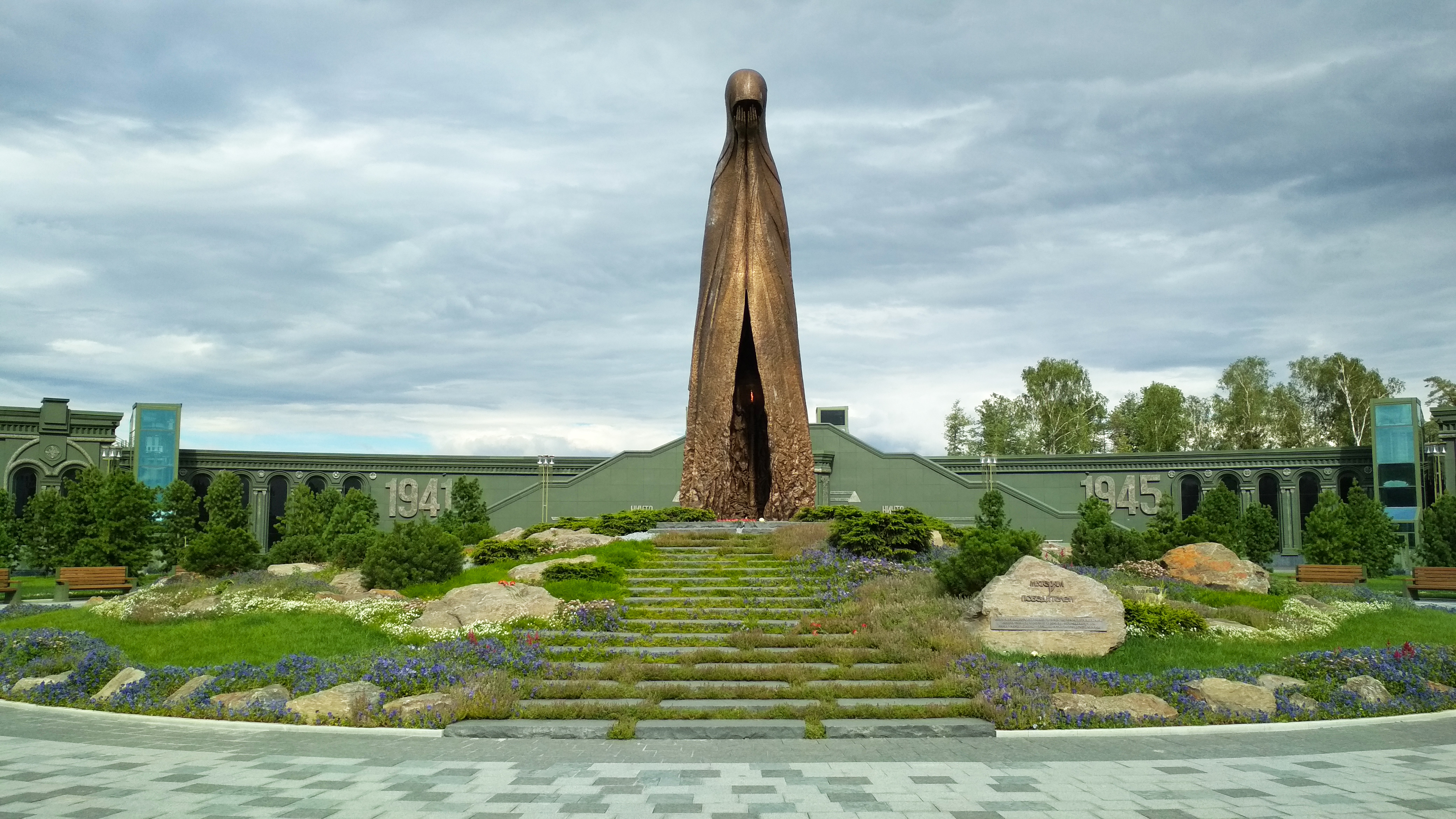
Monumento alle madri dei soldati
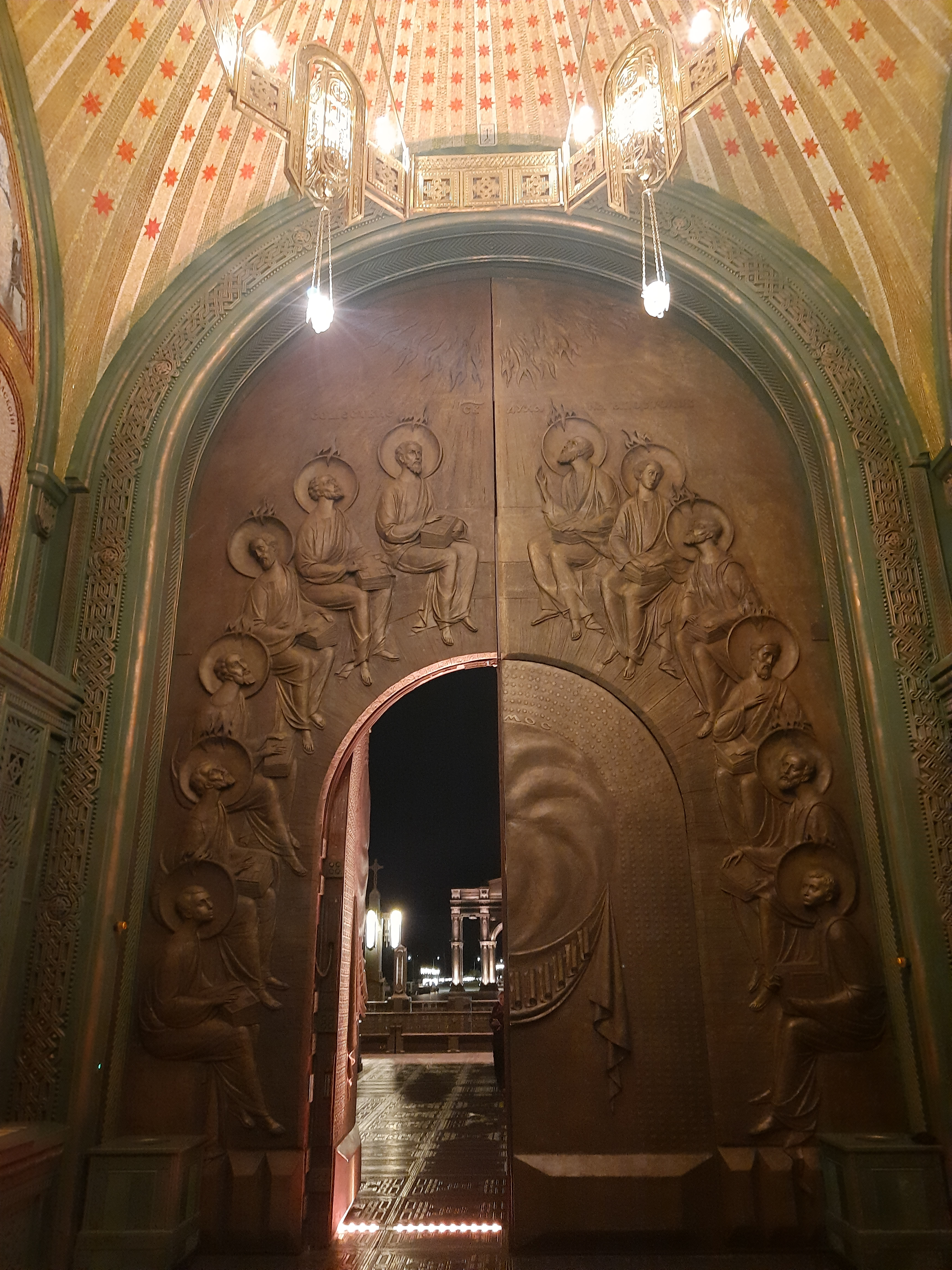
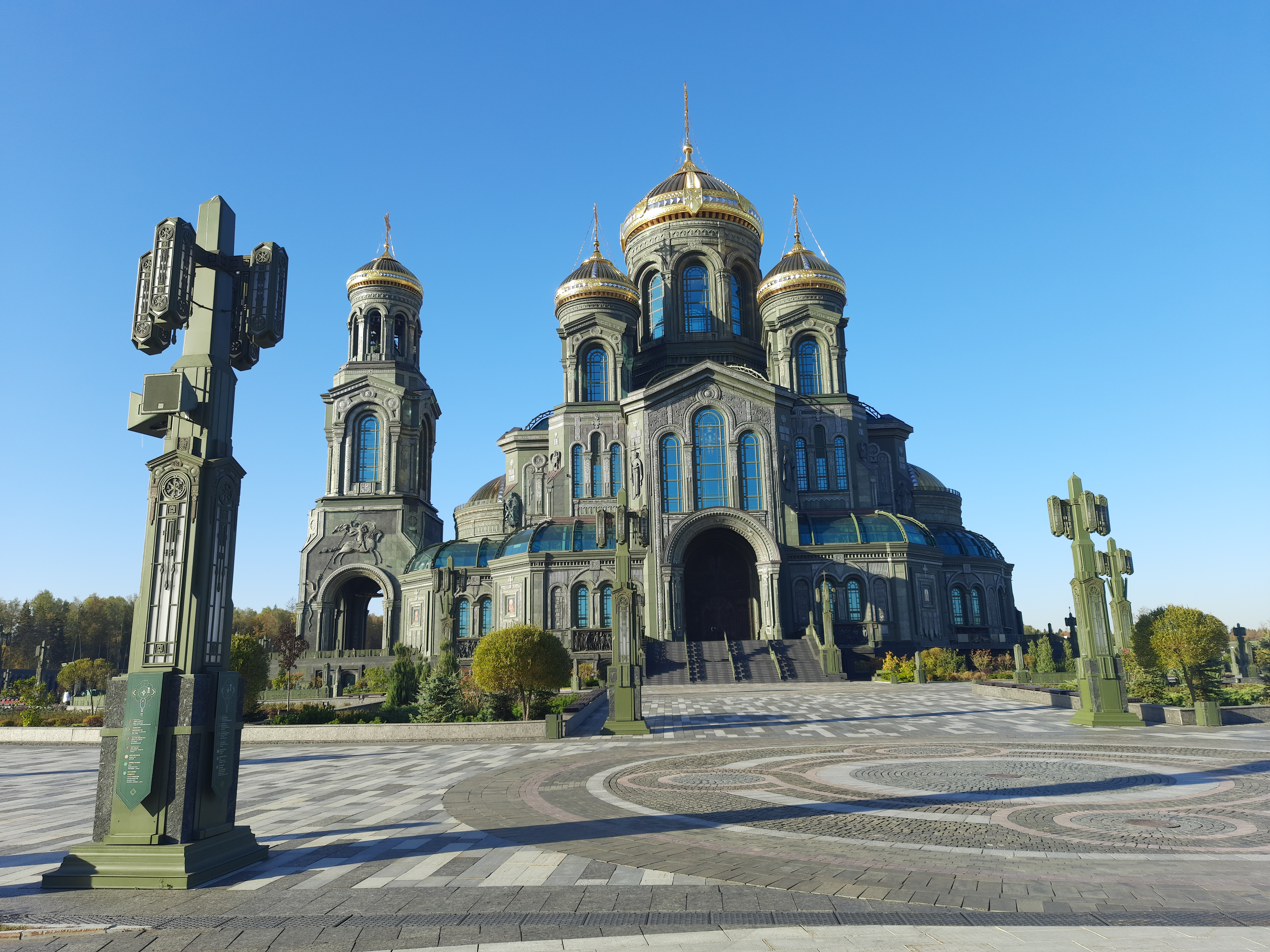
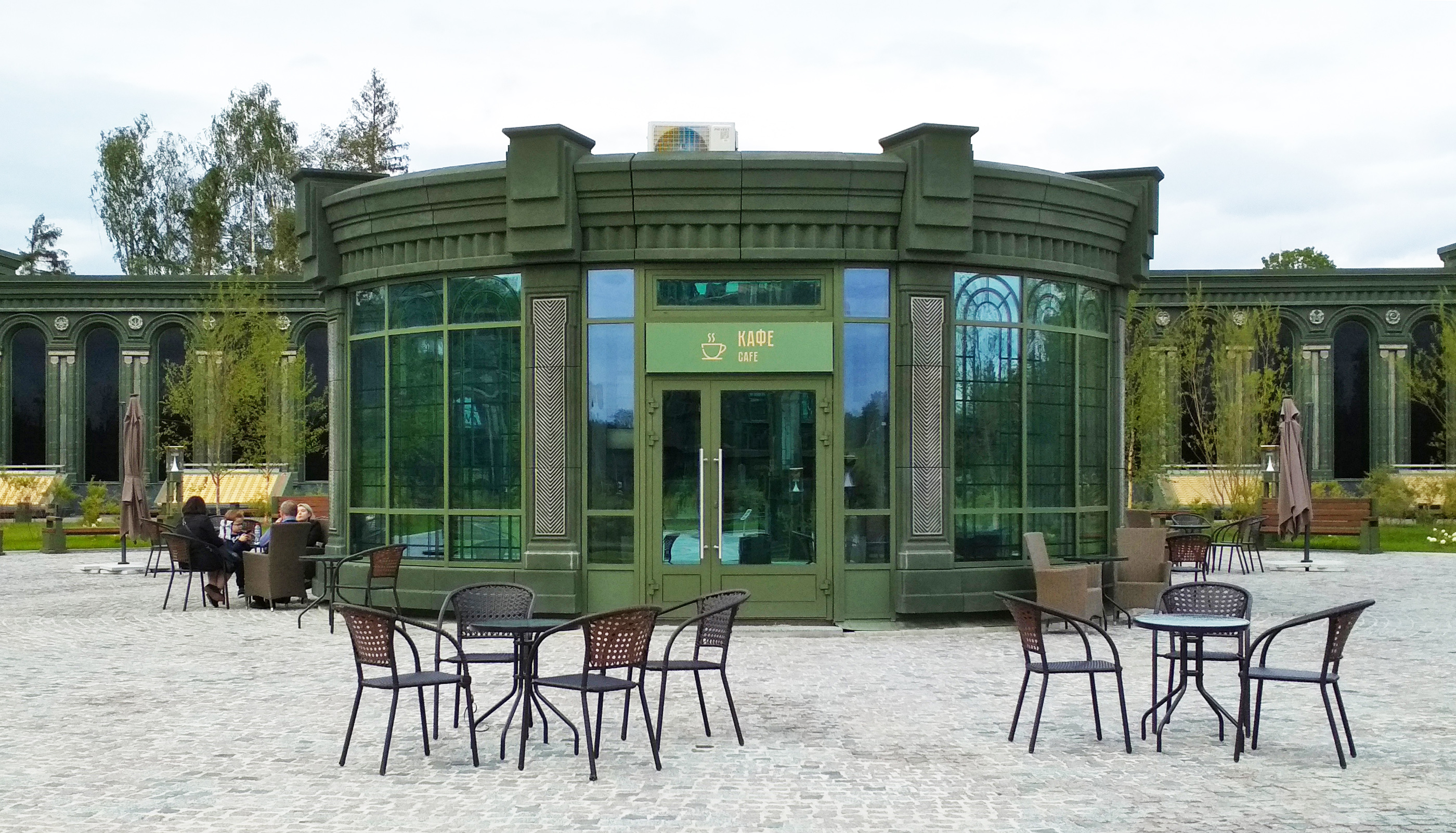
Caffetteria